# 上哈伊迪納
上哈伊迪納（斯洛維尼亞語： 發音：[ˈzɡoːɾnja xai̯ˈdiːna]），是斯洛維尼亞東北部哈伊迪纳市镇的聚居地及行政中心。當地是下施蒂里亞傳統地區的一部分。它現在被包括在波德拉夫統計區。
該聚居地的教區教堂是獻給聖馬丁，屬於天主教馬里博爾總教區。這是一座14世紀晚期的教堂，在1874年的重建中有極大的擴展。
聚居地附近的一些考古遺址表明，該地區自史前時代就有人定居。特別令人感興趣的是與附近羅馬小鎮 Poetovio 相關的發現。

## 外部連結
- Zgornja Hajdina at Geopedia （页面存档备份，存于）